# استاد سربازان
استاد سربازان (به انگلیسی: Magister militum) فرماندهی نظامی در سطح بالا بود که در امپراتوری روم بعدی مورد استفاده قرار گرفت و قدمت آن به دوران سلطنت کنستانتین بزرگ برمی‌گردد.